# Фаттахов, Линар Мансурович
Линар Мансурович Фаттахов  (род. 8 июля 1991) — российский хоккеист на траве, игрок сборной России и хоккейного клуба ХК Динамо-Казань, выступающий на позиции полузащитник.

## Спортивная биография

### Клубная карьера
Линар Фаттахов - мастер спорта. Линар Фаттахов выступает за ХК Динамо-Казань. Фаттахов в составе Динамо-Казань 3 раза выигрывал чемпионат России по хоккею на траве.

## Клубы
- ???-н.в. — : ХК Динамо-Казань

## Статистика
Статистика Линара Фаттахова
- Сезон 2015/16: ХК Динамо-Казань. Сыграл 21 матчей, забил 5 голов.
- Сезон 2016: ХК Динамо-Казань. Сыграл 10 матчей, забил 2 гола.
- Сезон 2016/17: ХК Динамо-Казань. Сыграл 2 матча, забил 0 голов.
- Сезон 2017: ХК Динамо-Казань. Сыграл 27 матча, забил 13 голов.